# Roger the Engineer
Roger the Engineer (оригинальное британское название: Yardbirds; название в США, Германии, Франции и Италии — Over Under Sideways Down) — студийный альбом британской блюз-рок группы The Yardbirds, выпущенный в июле 1966 года лейблами Columbia в Великобритании и Epic Records в США.
Это единственный альбом группы, попавший в UK Albums Chart, где он достиг № 20. В США он достиг № 52 в Billboard 200, что также стало рекордом группы. В 2003 году альбом занял 349 место в списке величайших альбомов всех времён журнала Rolling Stone. В обновлённом списке 2012 года альбом представлен на 350 позиции.

## Об альбоме
Официально альбом назывался просто Yardbirds в Великобритании и Over Under Sideways Down в США (кроме названия, британское и американское издание немного различались составом композиций и имели разные обложки). Однако со временем, сначала неофициально, а потом и почти официально альбом получил название Roger the Engineer, из-за мультипликационного изображения студийного техника Роджера Кэмерона (англ. Roger Cameron) на обложке, выполненного участником группы Крисом Дрэя.
Roger the Engineer — единственный диск группы, все композиции которого были изданы впервые. В альбоме чувствуется влияние экспериментов Джеффа Бека с гитарным дисторшном, из-за чего альбом иногда считают хеви-металическим.

## Список композиций
Авторы всех композиций: Крис Дрейя, Джим Маккарти, Джефф Бек, Кит Релф и Пол Самвелл-Смит.

### Оригинальный британский релиз

#### Первая сторона
1. «Lost Woman» — 3:16
2. «Over, Under, Sideways, Down» — 2:24
3. «The Nazz Are Blue» — 3:04
4. «I Can’t Make Your Way» — 2:26
5. «Rack My Mind» — 3:15
6. «Farewell» — 1:29

#### Вторая сторона
1. «Hot House of Omagarashid» — 2:39
2. «Jeff’s Boogie» — 2:25
3. «He’s Always There» — 2:15
4. «Turn into Earth» — 3:06
5. «What Do You Want» — 3:22
6. «Ever Since the World Began» — 2:09

### Оригинальный Американский релиз

#### Первая сторона
1. «Lost Woman» — 3:16
2. «Over, Under, Sideways, Down» — 2:24
3. «I Can’t Make Your Way» — 2:26
4. «Farewell» — 1:29
5. «Hot House of Omagarashid» — 2:39

#### Вторая сторона
1. «Jeff’s Boogie» — 2:25
2. «He’s Always There» — 2:15
3. «Turn into Earth» — 3:06
4. «What Do You Want» — 3:22
5. «Ever Since the World Began» — 2:09

## Участники записи
- Джефф Бек — соло-гитара, бас-гитара на «Over, Under, Sideways, Down», вокал на «The Nazz Are Blue»
- Крис Дрэя — ритм-гитара
- Джим Маккарти — ударные, вокал
- Кит Релф — основной вокал (кроме «The Nazz Are Blue»), губная гармошка
- Пол Самвелл-Смит — бас-гитара, вокал